# Часовня Ягодинского Введенского монастыря
Часовня Ягодинского Введенского монастыря — православная часовня в историческом центре Нижнего Новгорода. Находится на пересечении улиц Варварской и Академика Блохиной, напротив бывшего Дома трудолюбия (здания «Нижполиграфа», выстроенного шестью годами позже).
Принадлежала подворью ныне исчезнувшего Ягодинского Введенского женского монастыря. С каменно-деревянным домом причта (в настоящее время разобран) составляла небольшой архитектурный комплекс конца XIX века. Памятник архитектуры позднего периода развития русского стиля в архитектуре Российской империи.

## История

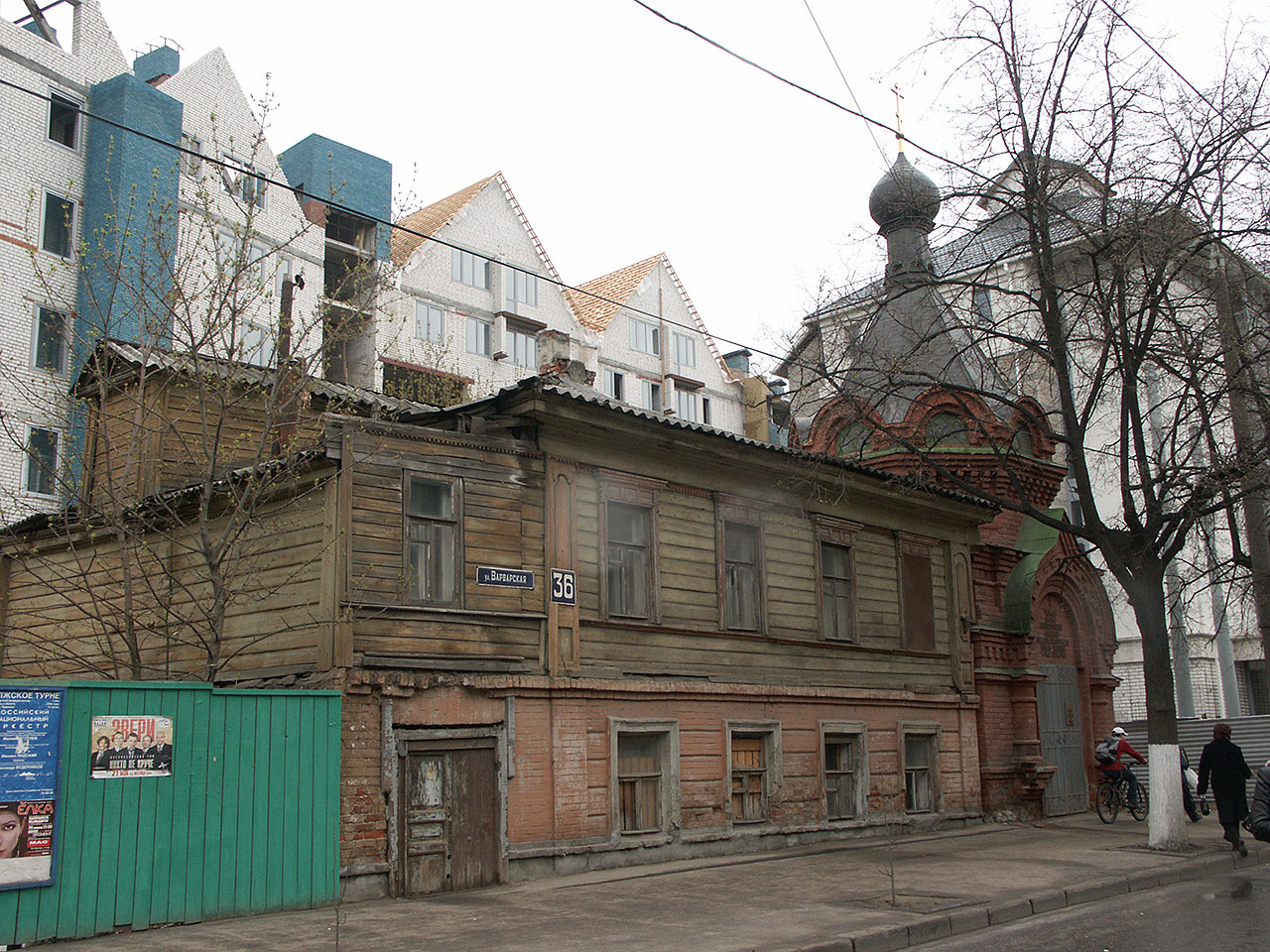
Дом № 36 с часовней до сноса (фото 2006 г.)

До начала XX века на Варварке и у «Ильинской решётки» (посте на дорогу в Москву) существовали часовни, отмечавшие старые границы города. На Ильинке часовня дополнялась сторожевой будкой и питейным домом, так называемым «последним кабаком у заставы». Все постройки были зафиксированы на плане 1804 года. Подобные комплексы в то время существовали и на других выездах из города, например, в сторону Казани по Большой Печёрской улице. В дальнейшем обе часовни были снесены и на плане Нижнего Новгорода 1848—1853 годов не указаны.
В 1994 году исследователь нижегородской архитектуры Н. Ф. Филатов предположил, что часовня на Варварской улице была построена в 1890—1891 годах и принадлежала Арзамасской Алексеевской общине (в действительности, подворье общины располагалось на Дворянской улице). Поздние исследования установили, что существующие сегодня часовни никак не связаны со своими предшественницами.
В марте 1897 года домовладение № 36 по Варварской улице перешло в собственность к Ягодинскому Введенскому женскому монастырю, располагавшемся в селе Ягодном Княгининского уезда. На усадьбе расположилось подворье (представительство) монастыря в Нижнем Новгороде. В связи с этим, к боковому фасаду полукаменного жилого дома, выстроенного в 1880 году, была пристроена каменная часовня. Автором проекта выступил нижегородский архитектор П. А. Домбровский.
Закладка часовни состоялась 9 августа 1898 года, сопровождалась крестным ходом от стоявшего рядом храма Святой Великомученицы Варвары. В прессе писали: «Закладку часовни совершил настоятель Федоровского Городецкого монастыря архимандрит Феодосий в сослужении с протоиереем Варваринской церкви О. Е. Глебским и в присутствии настоятельницы Ягодинского монастыря игуменьи Марии». Завершилось строительство в 1899 году.    
В 1918 году подворье Ягодинского Введенского женского монастыря было экспроприировано советской властью. Часовня была приспособлена под жильё, её облик был обезображен. Благодаря счастливому стечению обстоятельств, здание не снесли, как множество подобных (на улице Горького, на площади Горького, на Ковалихе и другие).
В настоящее время часовня отреставрирована по проекту архитекторов В. А. Широкова и О. Ю. Галая и возвращена Русской православной церкви.